# Мания (сатрап Эолиды)
Мания (др.-греч. Μανία) — персидский сатрап Эолиды в V веке до н. э.

Карта деления империи Ахеменидов на сатрапии

## Биография
Судя по имени, как полагают некоторые современные ученые, по происхождению Мания была фригийкой. Она стала женой Зения из Дардании, правителя Эолиды. Эта территория находилась под верховным начальством Фарнабаза. После смерти мужа Мания взяла власть в свои руки, подкупив богатыми дарами Фарнабаза, который первоначально намеревался передать вакантное место другому претенденту.
Мания неоднократно участвовала в различных военных кампаниях своего покровителя против мисийцев и писидийцев. Ей удалось не только сохранить вверенную страну, но и расширить территорию за счет присоединения прибрежных городов Ларисы, Гемаксита и
Колоны. При этом правительница Эолиды, проявившая себя, по словам Полиэна, в качестве полководца, никем не побеждённого, опиралась на греческих наёмников, служба которых щедро оплачивалась. Мания продолжала поддерживать благосклонное отношение к ней со стороны Фарнабаза щедрыми подарками, а также изысканными развлечениями, когда тот приезжал, «принимая его много лучше и любезнее всех прочих подчинённых властителей». Также Фарнабаз по достоинству ценил её советы в государственных делах. Ксенофонт называет Манию тираном.
У Мании была дочь, которая стала женой Мидия. Мидий, подстрекаемый своим окружением, считавшим позорным правление женщины, задушил свою тёщу, когда той было более сорока лет, а также убил её сына, «красавца лицом, имевшего около семнадцати лет от роду». После этого убийца обратился к Фарнабазу с просьбой назначить его правителем Эолиды. Однако Фаранбаз отклонил это предложение, заявив послам, что скоро сам возьмёт предназначавшиеся подарки вместе с головой самого Мидия. Эти события произошли ещё до прибытия в Малую Азию спартанского полководца Деркилида в 399—398 годах до н. э.